# Acsa, Pesta
Acsa (în slovacă Jača) este un sat în districtul Vác, județul Pesta, Ungaria, având o populație de 1.454 de locuitori (2011). 

## Demografie
Componența etnică a satului Acsa
     Maghiari (81,35%)
     Romi (9,88%)
     Slovaci (8,43%)
     Germani (0,35%)
Componența confesională a satului Acsa
     Luterani (46,56%)
     Fără religie (6,4%)
     Reformați (1,72%)
     Necunoscută (45,05%)
     Atei (0,28%)
     Alte religii (1,86%)
Conform recensământului din 2011, satul Acsa avea 1.454 de locuitori. Din punct de vedere etnic, majoritatea locuitorilor (81,35%) erau maghiari, existând și minorități de romi (9,88%) și slovaci (8,43%). Nu există o religie majoritară, locuitorii fiind luterani (46,56%), persoane fără religie (6,4%) și reformați (1,72%). Pentru 45,05% din locuitori nu este cunoscută apartenența confesională.